# 本多忠統

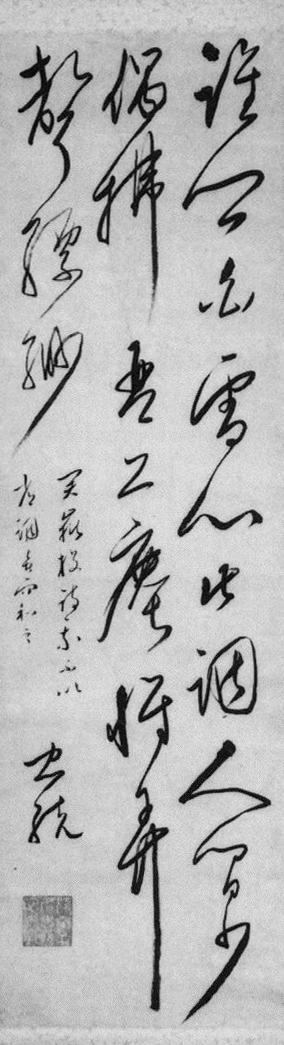
五言絶句 本多猗蘭筆

本多 忠統（ほんだ ただむね）は、河内西代藩主。のち伊勢神戸藩初代藩主となる。江戸幕府の若年寄として、享保の改革期における幕政に参与した。神戸藩本多家2代。「猗蘭侯」と称し、書画や儒学に通じた文人大名としても知られた。

## 生涯

### 西代藩主時代
元禄4年（1691年）6月18日、近江国・河内国で1万石を領した本多忠恒の次男として生まれる。兄の仙千代が早世したために世子となり、宝永元年（1704年）に父が死去したため、家督を継いだ。
宝永4年（1707年）3月23日、第5代将軍・徳川綱吉の小姓となり、綱吉死後の宝永6年（1709年）2月21日まで務めた。正徳元年（1711年）には河内国西代（大阪府河内長野市西代町）に陣屋を定めている。享保4年（1719年）9月3日に大番頭に任じられた後、享保9年（1724年）12月23日には奏者番と寺社奉行を兼任する形で任命され、享保10年（1725年）6月11日には若年寄に任じられて、第8代将軍・徳川吉宗の享保の改革に参与することとなった。享保15年（1730年）4月9日には勝手掛に任命された。

### 神戸藩主時代
享保17年（1732年）4月1日、伊勢神戸藩に移封となる。享保の改革では、松平乗邑と共に吉宗を助けて改革を推進した。その一方で享保の大飢饉において神戸藩が大被害を受けると、窮民救済に努めている。延享2年（1745年）、吉宗の命令で徳川家重付の家臣となり、同時に5000石加増と神戸城築城も認められ、1万5000石の大名となる。
延享4年（1747年）に江戸城内で肥後熊本藩主・細川宗孝が板倉勝該に斬殺されるという事件が起こると、その解決や細川家存続に尽力している。寛延3年（1750年）、病気を理由に若年寄を辞任し、11月19日には五男の忠永に家督を譲って隠居した。宝暦7年（1757年）2月29日に死去。享年67。
当時においては、茶人としても有名で、茶名を「宗範」と称した。

## 系譜
父母
- 本多忠恒

正室
- 加藤明英の娘

側室
- 松氏

子女
- 本多康桓（長男）
- 小笠原信胤（次男）
- 本多忠篤（三男）
- 本多忠栄（四男）
- 本多忠永（五男）
- 本多忠明（六男）
- 本多忠国（八男）
- 本多康政（九男）
- 藤堂良由正室
- 藤堂良端の養女
- 松平信敏正室
- 本多忠英正室のち吉田良延室